# Distretto di Acobamba (Huancavelica)
Il distretto di Acobamba è un distretto del Perù che appartiene geograficamente e politicamente alla provincia di Acobamba e al dipartimento di Huancavelica. È ubicato a sudest della capitale peruviana.

## Capitale e data di fondazione
- Acobamba - 2 gennaio 1821

## Superficie e popolazione
- 910,82 km²
- 62 862 abitanti (inei2005) di cui il 52% sono donne e il 48% uomini